# Victory Program

Le V dépend de moi. L'industrie de l'armement américaine a associé le V de la Victoire avec une hausse des cadences permettant de l'atteindre, à grand renfort de communications à l'adresse du public.

Annoncé dans un discours du président des États-Unis Franklin D. Roosevelt le 6 janvier 1942, le Victory Program (« Programme pour la victoire ») est un plan d'économie de guerre destiné à permettre à l'économie américaine de devenir « l'arsenal des Alliés » durant la Seconde Guerre mondiale en produisant des quantités croissantes de matériel de guerre. Roosevelt confie à son ministre de la Guerre Henry Stimson le soin de le concrétiser.
Le Programme de la victoire résulte d'une volonté antérieure de la présidence américaine de préparer, dès le 9 juillet 1941, un plan pour les « besoins globaux de productions nécessaires pour vaincre nos ennemis potentiels ». Le ministre de la Guerre, Henry Stimson, et le ministre de la Marine, Frank Knox, sont chargés de le rédiger. Initialement secret, le plan est divulgué par Burton Wheeler, sénateur américain du Montana et éminent isolationniste, qui le fait fuiter à Robert R. McCormick, éditeur du Chicago Tribune, également isolationniste. La publication du plan, le 4 décembre 1941, 3 jours avant Pearl Harbor, provoque un tollé dans le bloc isolationniste, mais la controverse disparaît aussitôt connue la nouvelle de l'attaque de Pearl Harbor et la déclaration officielle de guerre.

## Une planification pour abattre l'Allemagne nazie

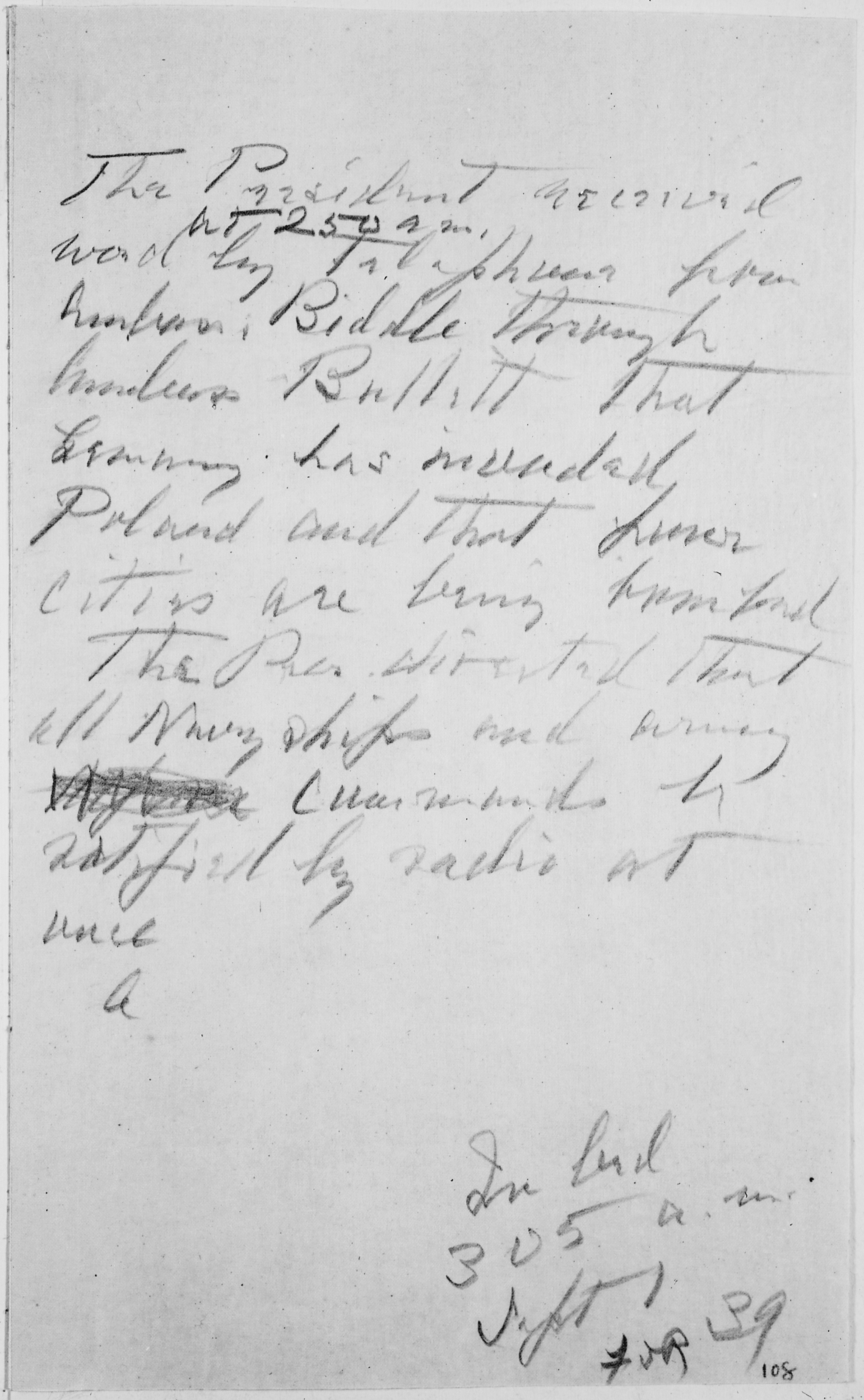
Notes prises par le président Roosevelt au lit à 3h05 le 1er septembre 1939, lors de l'invasion allemande en Pologne. Il ordonne d'informer immédiatement par radio tous les navires et l'armée. (À cette date, ni l'opinion publique américaine ni son armée ne sont prêts : pire, le comité isolationniste America First va se former en septembre 1940).

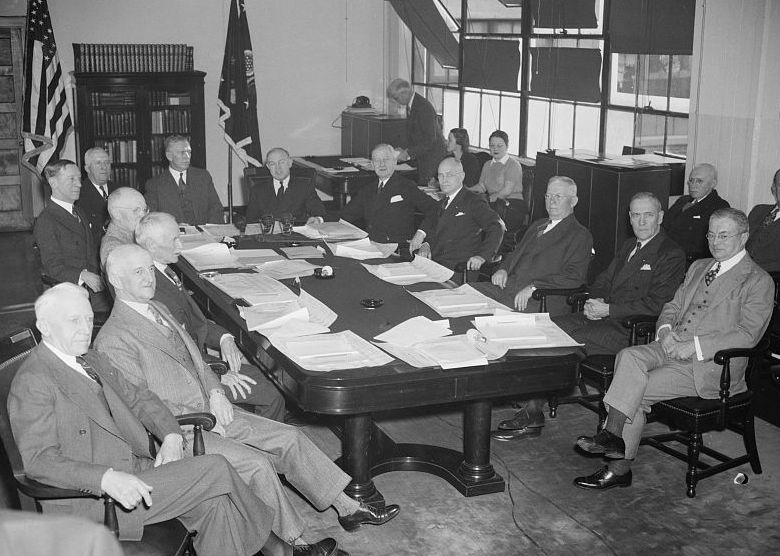
Réunion le 1 décembre 1939 des principaux dirigeants des Forces armées des États-Unis auprès du secrétaire à la Guerre et du chef d'État-Major, afin de mettre en place un programme de manœuvres intensives pour les six prochains mois. Alors que les tambours de guerre résonnent en Europe, l'opinion publique du pays, très nettement en faveur du camp isolationniste, ne leur laisse pour l'instant que cette préparation comme possibilité.

La planification globale est assurée par Albert Coady Wedemeyer, avocat d'une option « Germany first » ; un tel plan est pourtant difficile à faire accepter aux yeux de l'opinion publique, focalisée sur le casus belli occasionné par l'attaque de Pearl Harbor et par conséquent résolue à mener la guerre du Pacifique d'abord.
En tant que jeune officier de l'armée américaine, Alfred Wedemeyer avait été affecté de 1936 à 1938 au collège de guerre allemand, l'Académie de guerre de Prusse, à Berlin. Il a observé sur le terrain les manœuvres de la Heer en 1938, ce qui lui a donné une vision unique sur l'échelon tactique des opérations militaires allemandes. Quand il retourne à Washington en 1938, Wedemeyer analyse les grandes lignes de la stratégie allemande et pénètre leur mode de pensée militaire. Il acquiert de l'autorité au sein de l'État-major militaire américain sur la connaissance tactique de la Wehrmacht, et trouve l'un de ses plus ardents défenseurs en la personne de George C. Marshall, lequel va devenir le stratège le plus influent auprès de Roosevelt une fois la guerre déclarée. L'option Germany first passe.
La carrière de Wedemeyer bénéficie de l'aide de son beau-père, le lieutenant-général Stanley Dunbar Embick, directeur de la Division des plans de guerre.
Le jour même de l'offensive allemande à l'ouest, le 10 mai 1940 (Hollande, Belgique et Luxembourg), un état des lieux du ministère de la Guerre est remis au président Franklin D. Roosevelt : l'armée de terre U.S. aligne moins de 100 000 hommes prêts au combat effectif. Si la levée en masse est prononcée, les équipements et munitions permettent de soutenir un demi-million d'hommes en armes. Pas de quoi pavoiser alors que trois millions de soldats allemands déferlent sur le Benelux et les Ardennes en application des plans Jaune et Rouge.
Après Pearl Harbor, la conférence Arcadia entérine l'option Germany first pour les Alliés: l'objectif prioritaire pour remporter la guerre est de vaincre l'Allemagne.
Lors de l'entrée en guerre, Wedemeyer, devenu lieutenant-colonel, rejoint la division chargée de la planification stratégique dépendant du département de Guerre des États-Unis. En 1941, il est l'auteur principal du Victory Program, conçu pour abattre les armées du Troisième Reich en Europe. Débattu, le plan est adopté et étendu au fil de l'extension du conflit. En outre, en droite ligne de ses travaux, Wedemeyer contribue à la planification du débarquement de Normandie.
Alfred Wedemeyer est finalement réaffecté entre 1943 et 1944 au théâtre d'opérations du Sud-Est asiatique, rattaché à Lord Mountbatten.
L'effort de guerre à produire est titanesque et vise à armer assez de divisions pour l'emporter sur les armées de l'Axe, ce que les concepteurs de plans de guerre de la War Plans Division estiment par un calcul global fondé sur le nombre de divisions de l'armée de terre. Au total, pour la durée du conflit, toutes armées confondues, onze millions d'hommes servent sous la bannière étoilée. Six millions de femmes (symbolisées par le personnage emblématique de Rosie la riveteuse) contribuent également à l'effort de guerre en occupant des postes dans l'industrie de l'armement et les arsenaux navals.

## Les conditions matérielles pour la victoire

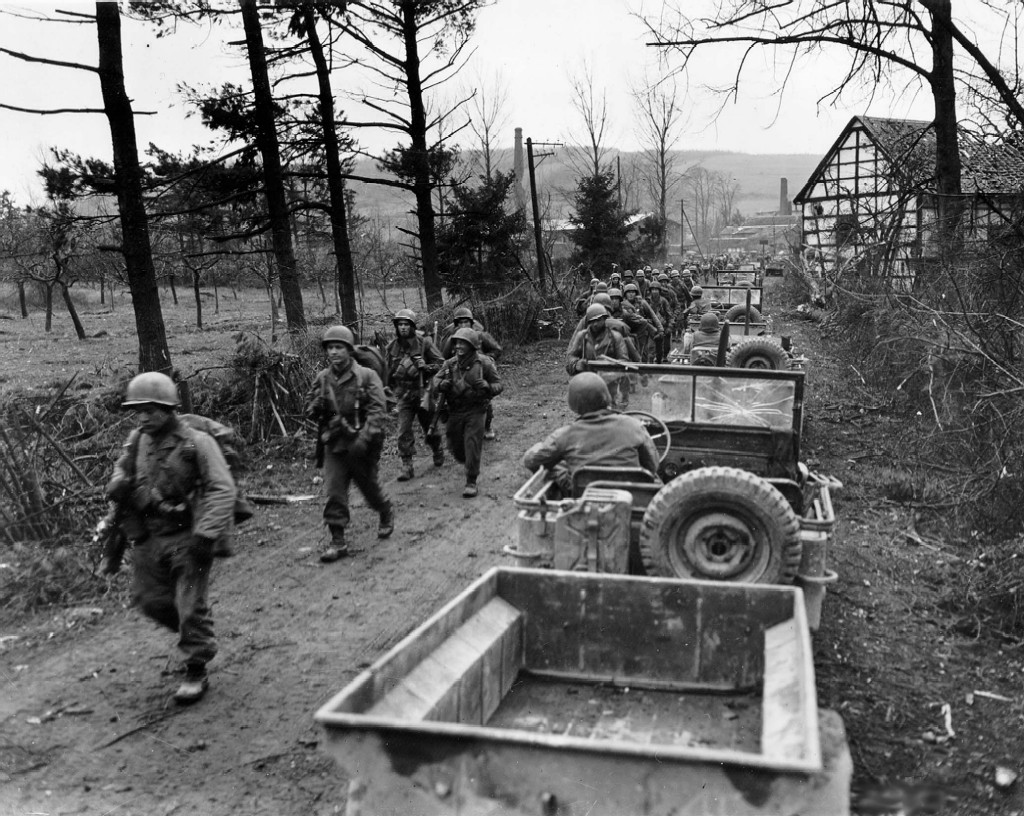
Ces GI de la 1re division d'infanterie intégrés à la 1re armée en progression vers Frauwullesheim, en Rhénanie-du-Nord, le 28 février 1945. Ils croisent une colonne de jeeps Willys MB. Y compris le Victory Program, 640000 jeeps (General Purpose) seront construites.

La guerre déclarée, Henry  amplifie la production des moyens militaires. Le complexe militaro-industriel des États-Unis, intriquée entre bureaucratie publique et firmes privées, se structure. Stimson gère le retour à la conscription obligatoire et l'entraînement de 13 millions de soldats et employés de l'armée de l'air ; de plus, il gère l'acquisition par l'État et l'acheminement vers les champs de bataille sur tous les théâtres d'opérations de 30 % de la production industrielle domestique. Il s'entoure d'hommes-clé tels que Robert Patterson (son adjoint, qui lui succède en tant que secrétaire à la guerre), Robert Lovett pour la prise en charge des besoins de l'Air Force et l'influent avocat d'affaires John J. McCloy comme assistant, lequel figure parmi les Wise Men sous Truman.
L'ampleur de cette mobilisation en hommes et en matériel permet aux Alliés de mener simultanément en 1944, sur les deux théâtres d'opérations, deux débarquements avec des flottes considérables : l'opération Neptune déclenchée le 6 juin en Normandie, et l'opération Forager le 19 juin dans les îles Mariannes visant à la reconquête des Philippines.

### Fabrication de masse
Les usines produisent en trois ans 275 000 avions, 6 340 000 véhicules légers, 90 000 chars, 65 millions de tonnes de navires. La standardisation permet de fabriquer plus rapidement en série des cargos, les Liberty ships, qui sortent de leurs chantiers au rythme d'un tous les 12 jours.
Les objectifs de production sont extrêmement élevés, et des équipes de planificateurs sont montées pour en assurer le foisonnement. La Air War Plans Division (en) en est une illustration pour les aéronefs de guerre, visant à obtenir la suprématie aérienne.

## Engagement des femmes en Amérique du Nord
Le photographe Alfred T. Palmer, engagé par l'(en) Office of War Information, immortalise l'engagement massif des femmes dans l'industrie lourde du Victory Program. Malgré un retour à la société traditionnelle dans les années 1950, cet investissement contribue à leur émancipation.

« On peut le faire ! » – Les femmes aux commandes de l'industrie de l'armement américain (photos de Alfred Palmer)
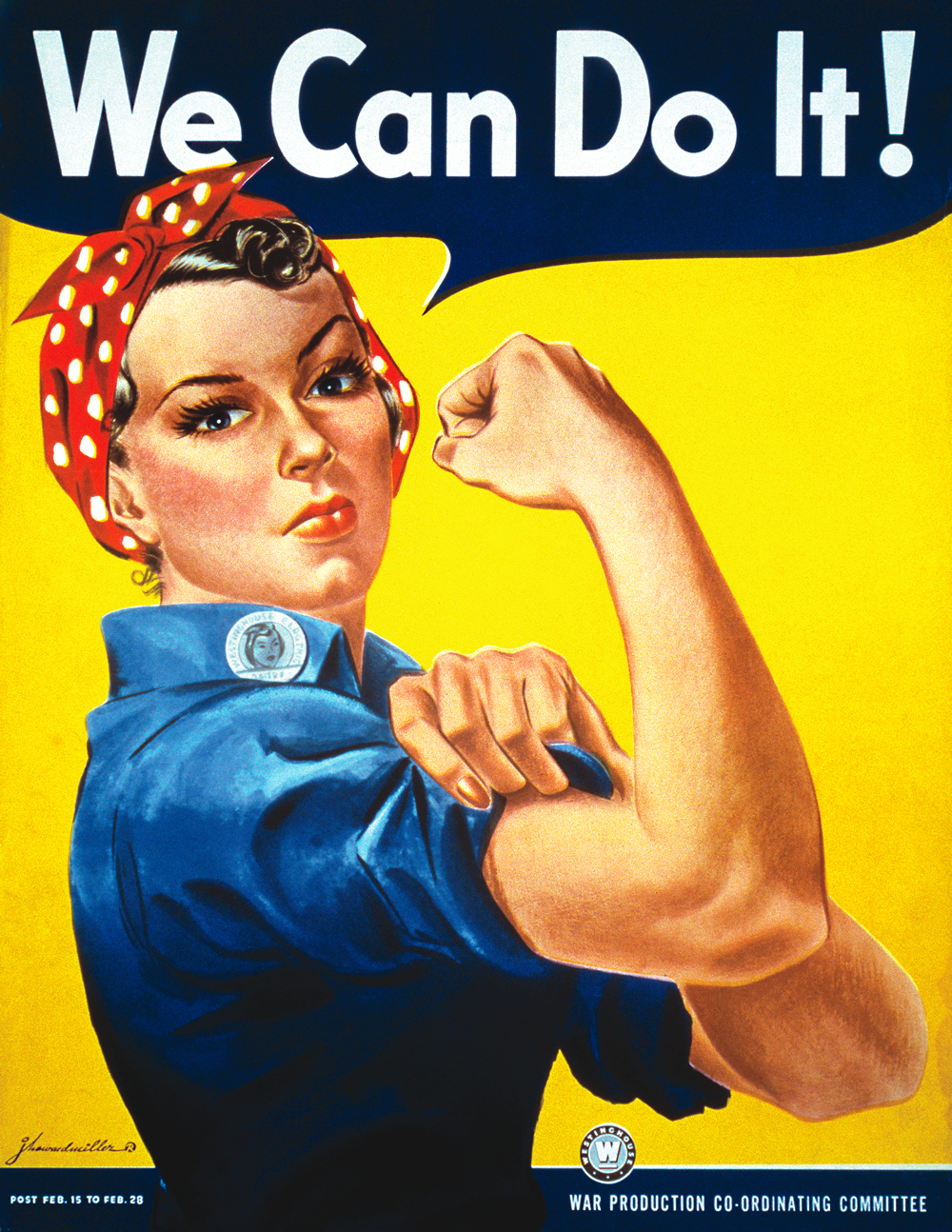
Poster de propagande pour la société Westinghouse, par l'artiste J. Howard Miller, à partir d'une photo de Geraldine Doyle.
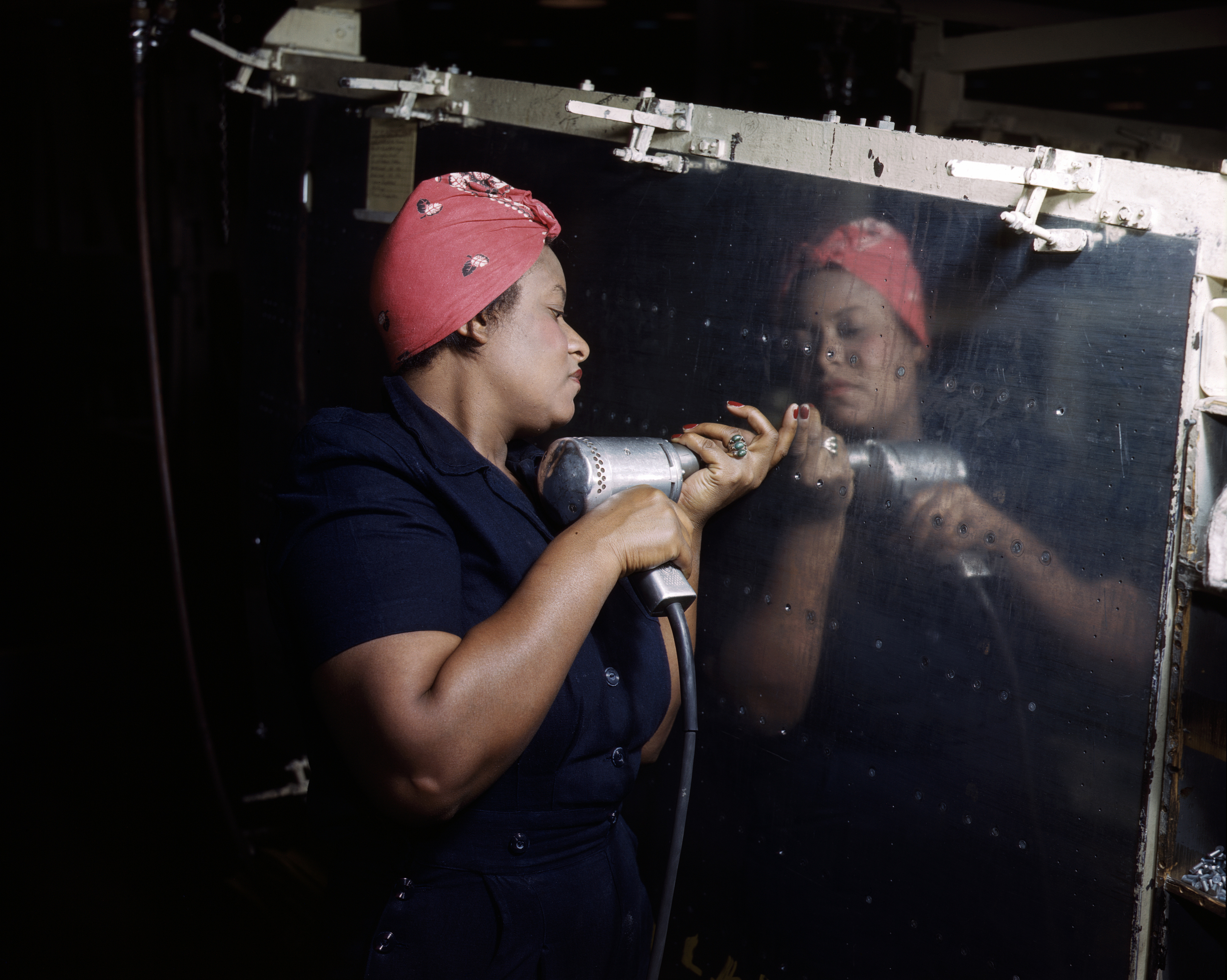
Riveteuse à l'œuvre sur le fuselage d'un Vultee A-31 Vengeance ; Rosie la riveteuse a été prise comme modèle pour l'une des couvertures du Saturday Evening Post dessinée par Norman Rockwell ; usine de Nashville - Tennessee, en février 1943.
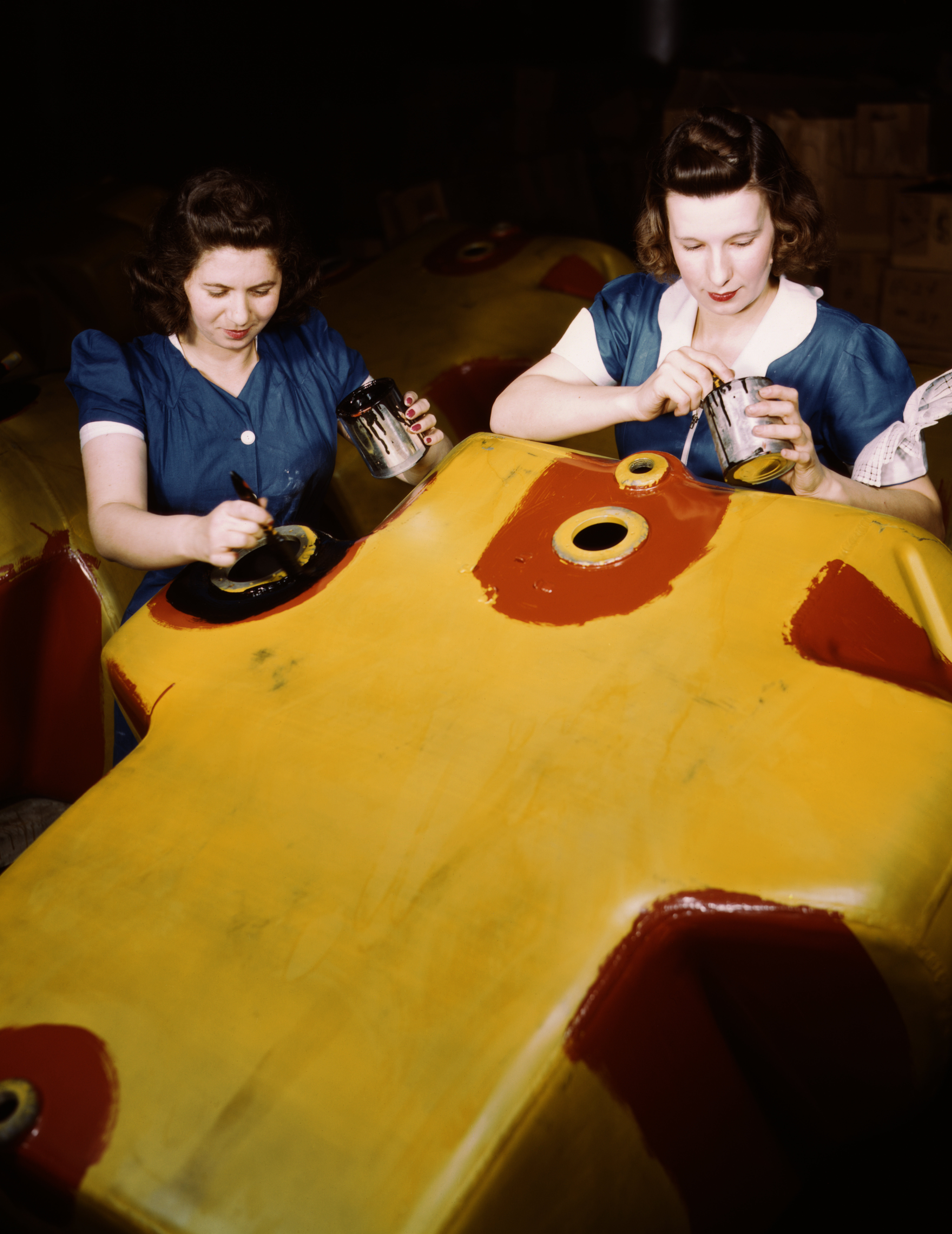
Deux ouvrières appliquant de la peinture sur une structure en métal ; usine métallurgique du Kentucky, en 1942.
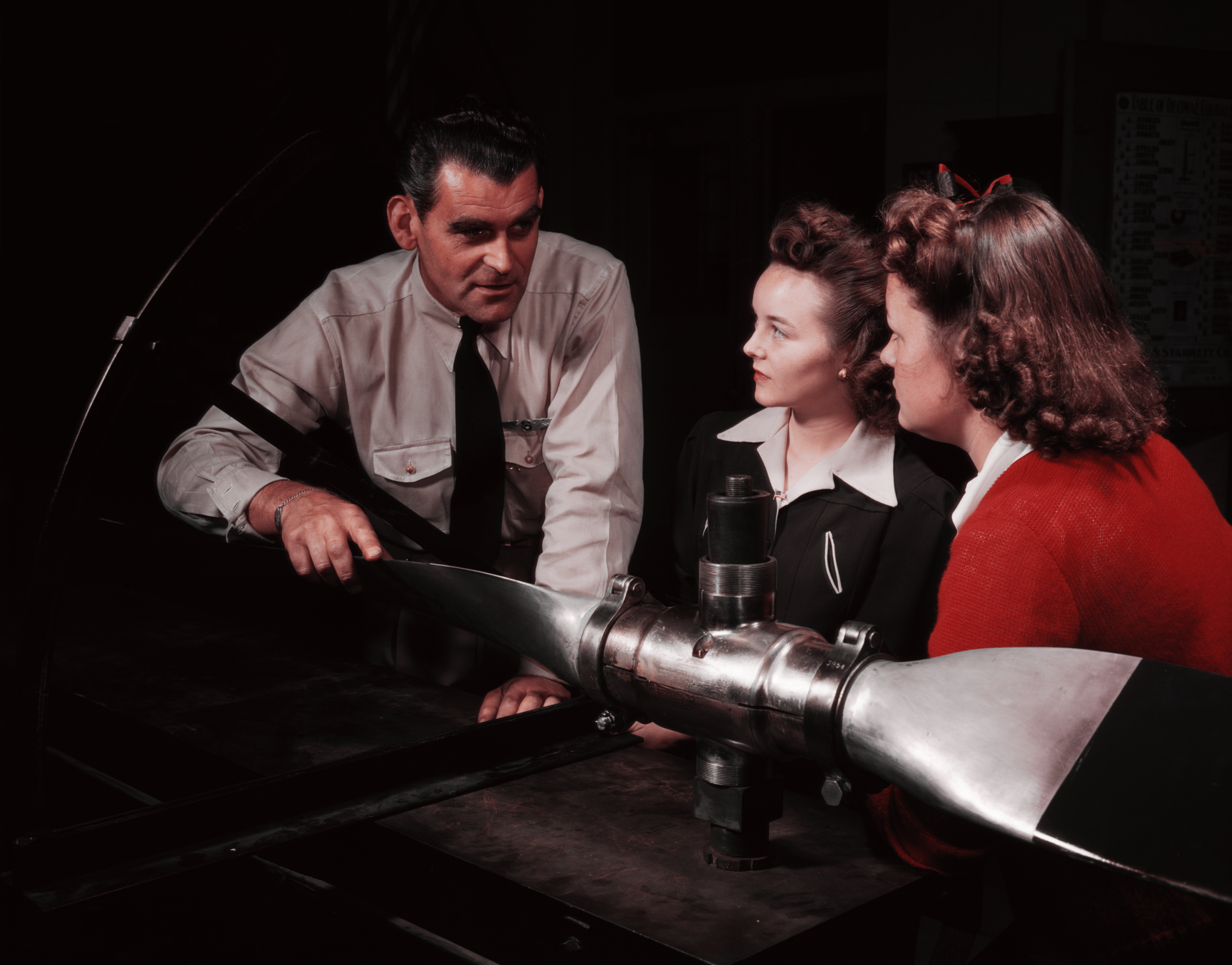
L'instructeur Ralph Angar dispense un cours de propulsion aéronautique à deux étudiantes de la Washington High School à Los Angeles, préparant leur participation à l'effort de guerre (en novembre 1941).
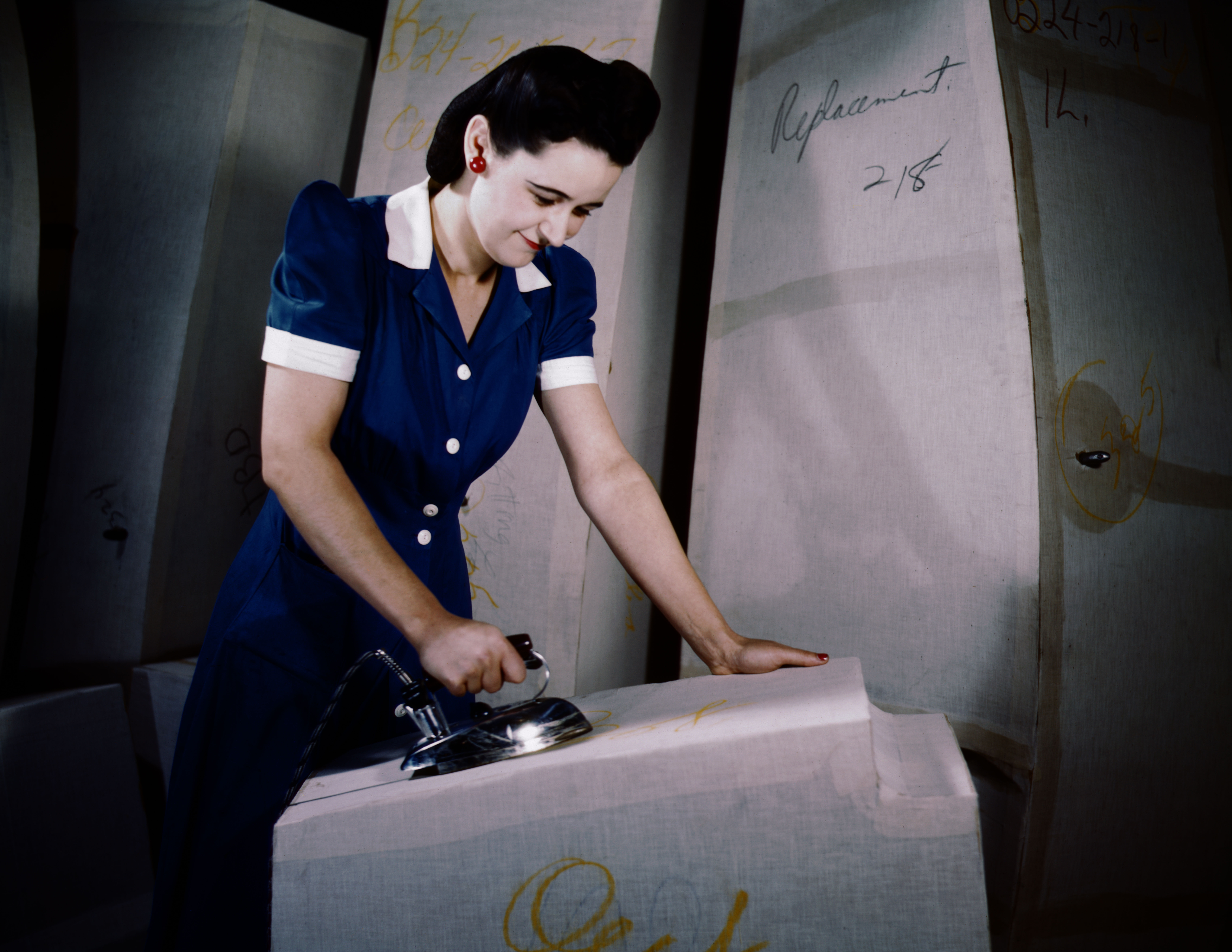
Production d'un réservoir de carburant auto-obturant à l'usine de caoutchouc Goodyear Tire and Rubber Company à Akron - Ohio (en décembre 1941)
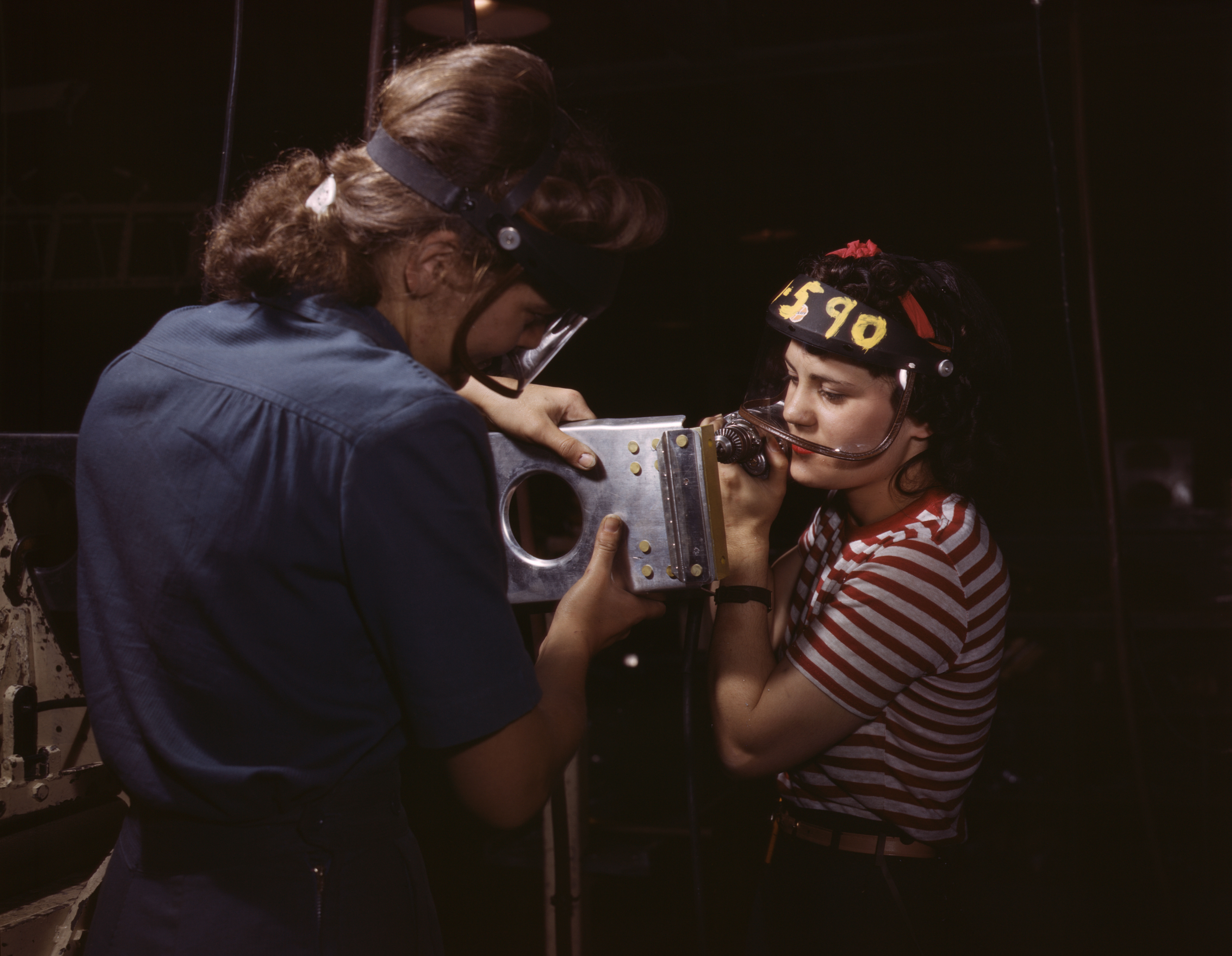
Assemblage d'une partie d'aile de P-51 Mustang ; usine à North American Aviation, Inc. à Inglewood, en octobre 1942
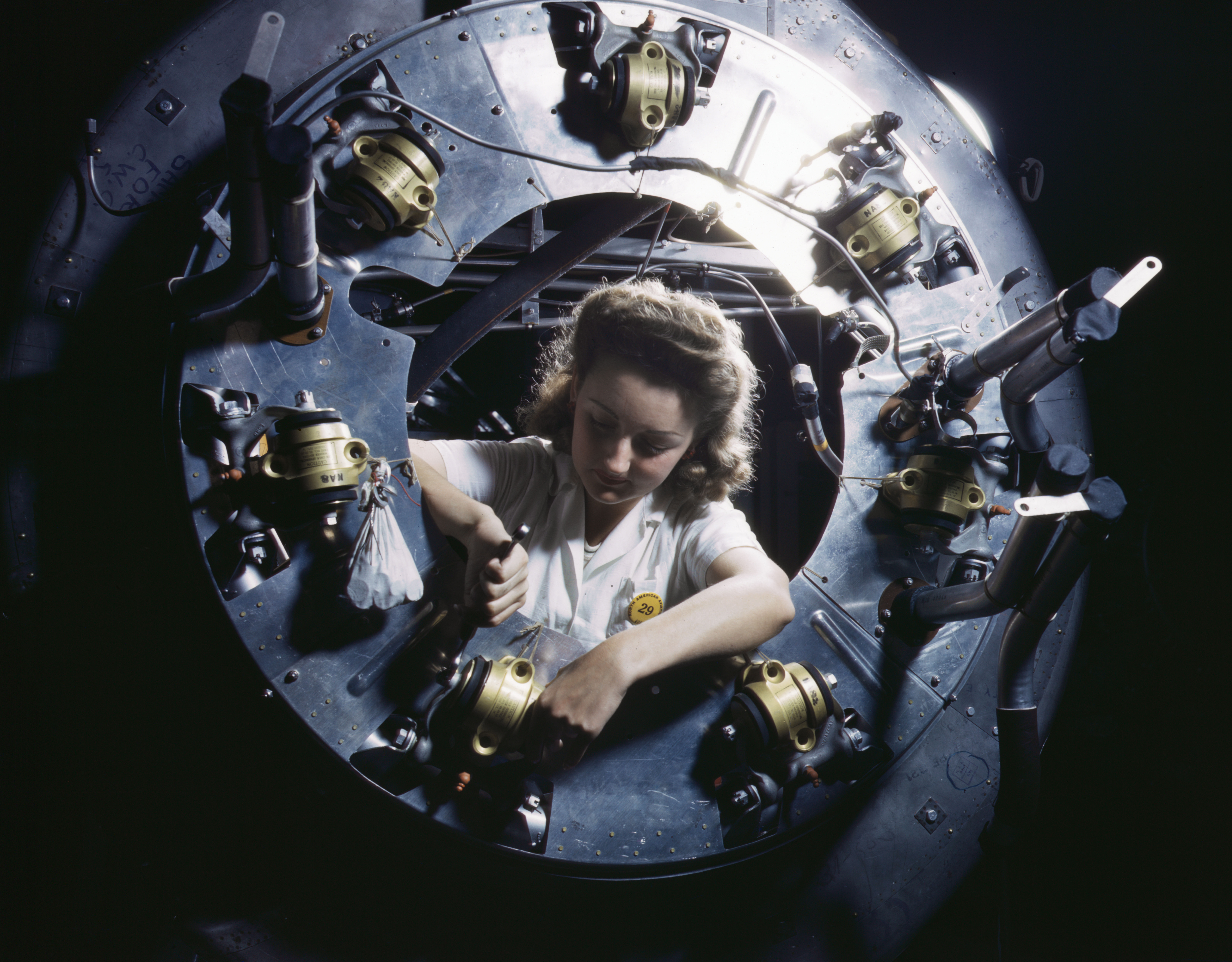
Un moteur de bombardier B-25 Billy Mitchell ; département motorisation de l'usine North American Aviation, Inc., en octobre 1942.
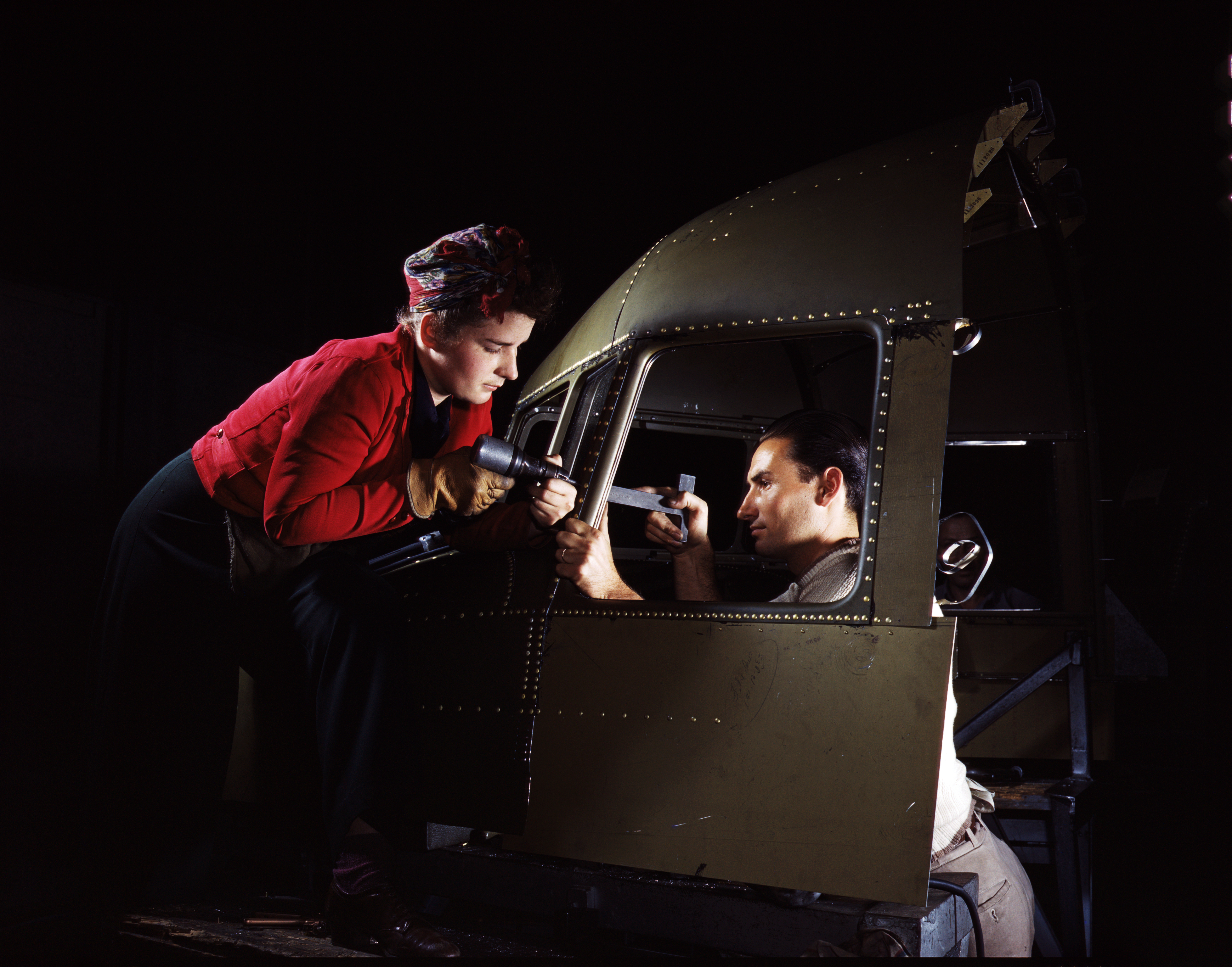
Rivetage du cockpit d'un avion de transport C-47 Dakota ; usine North American d'Inglewood, en 1942.
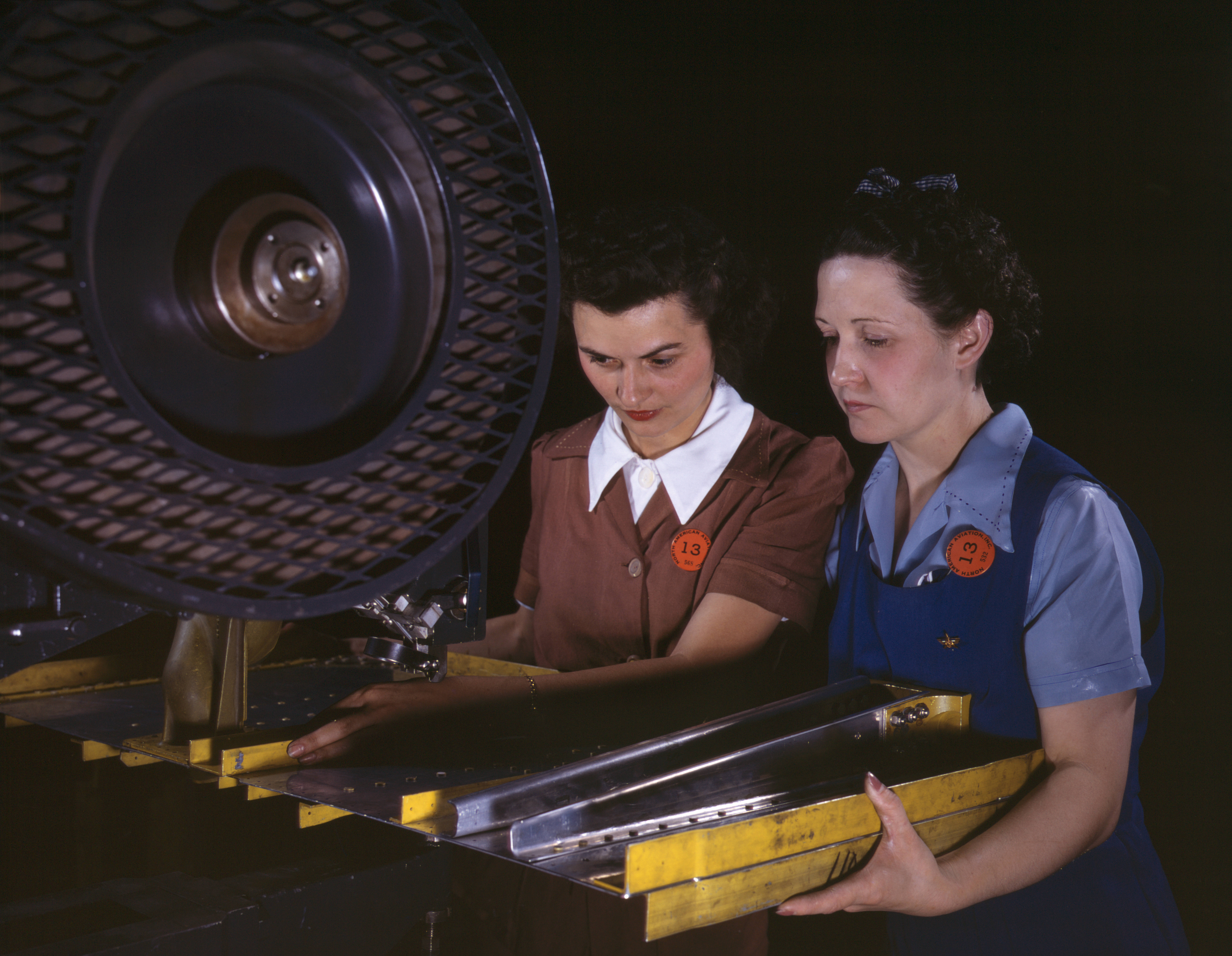
Préparation des trous de rivets sur un cadre métallique pour B-25, Inglewood (en juin 1942).
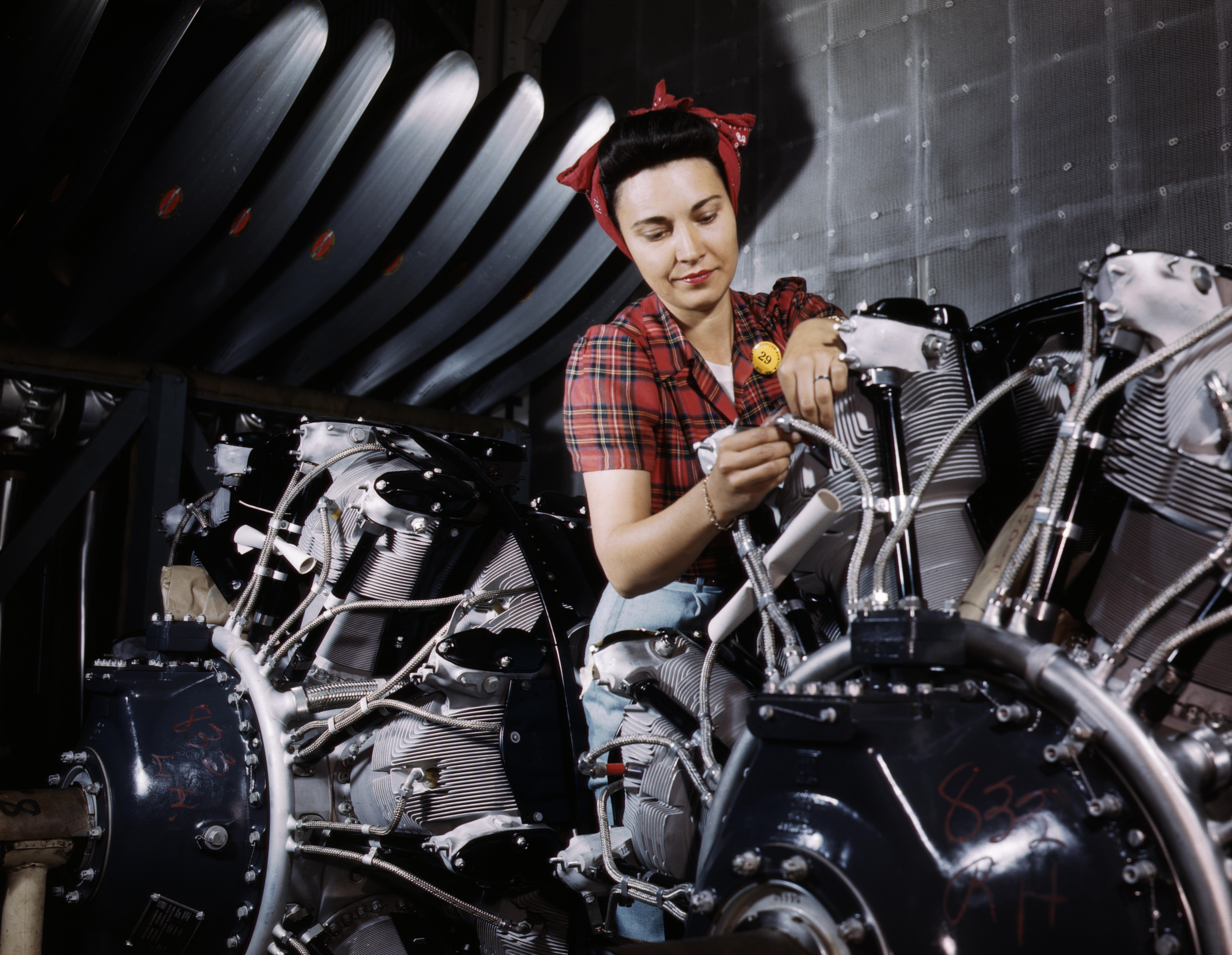
Opérations sur un moteur d'avion, Inglewood (en juin 1942).
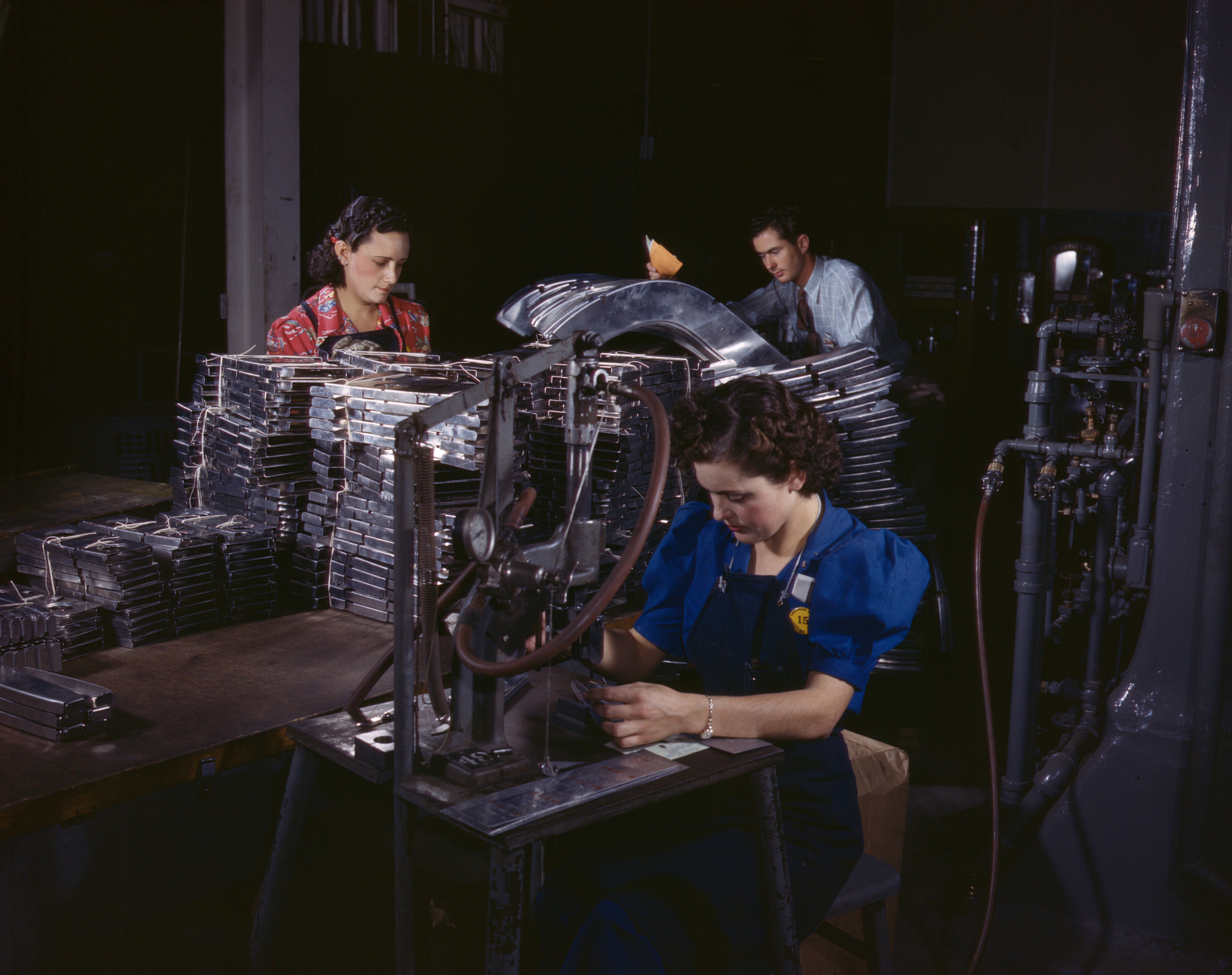
Affectation de numéros de série à l'aide d'une machine pneumatique sur des plaques de métal, Inglewood (en octobre 1942).
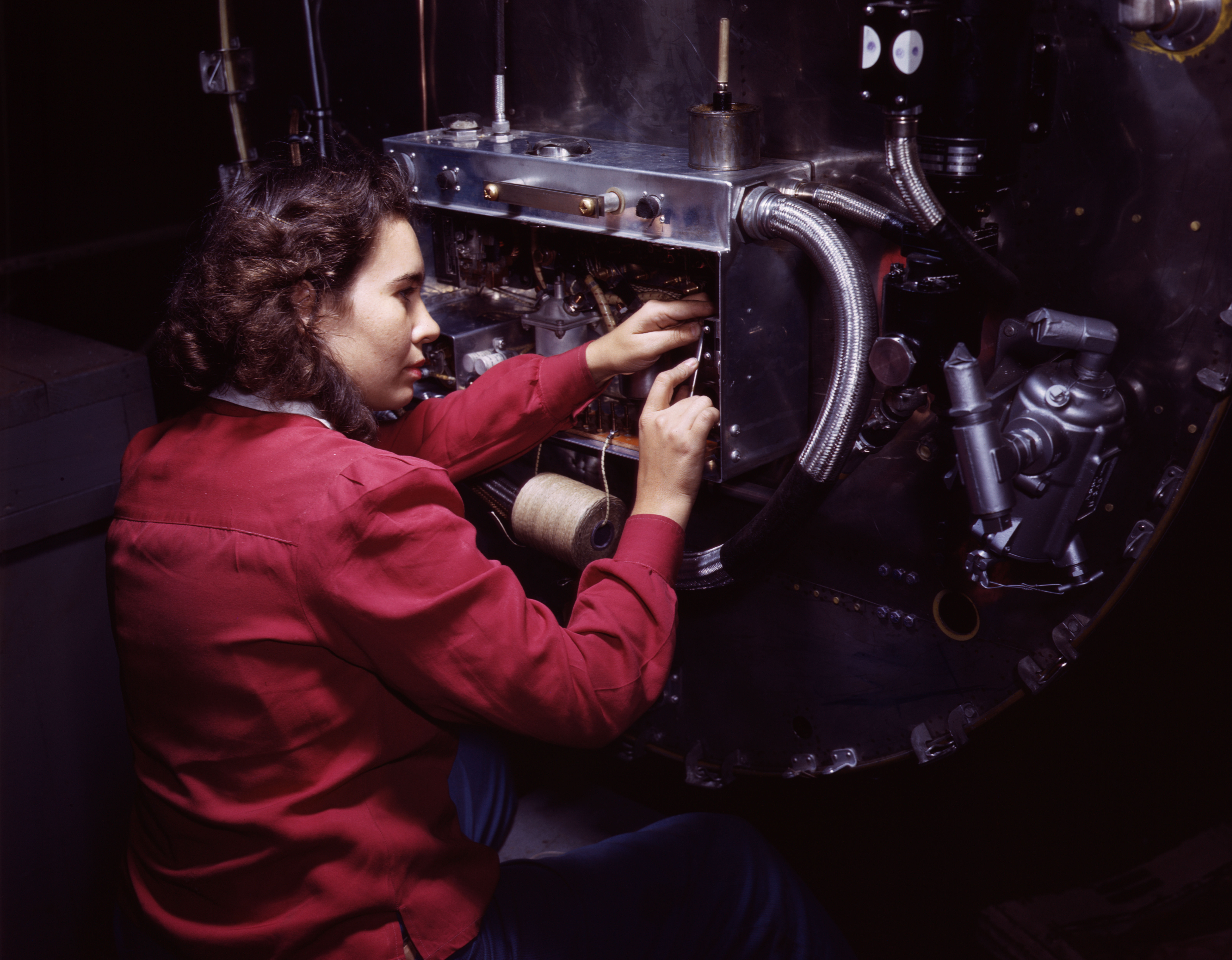
Assemblage d'une boîte de commutation, Inglewood (en octobre 1942).
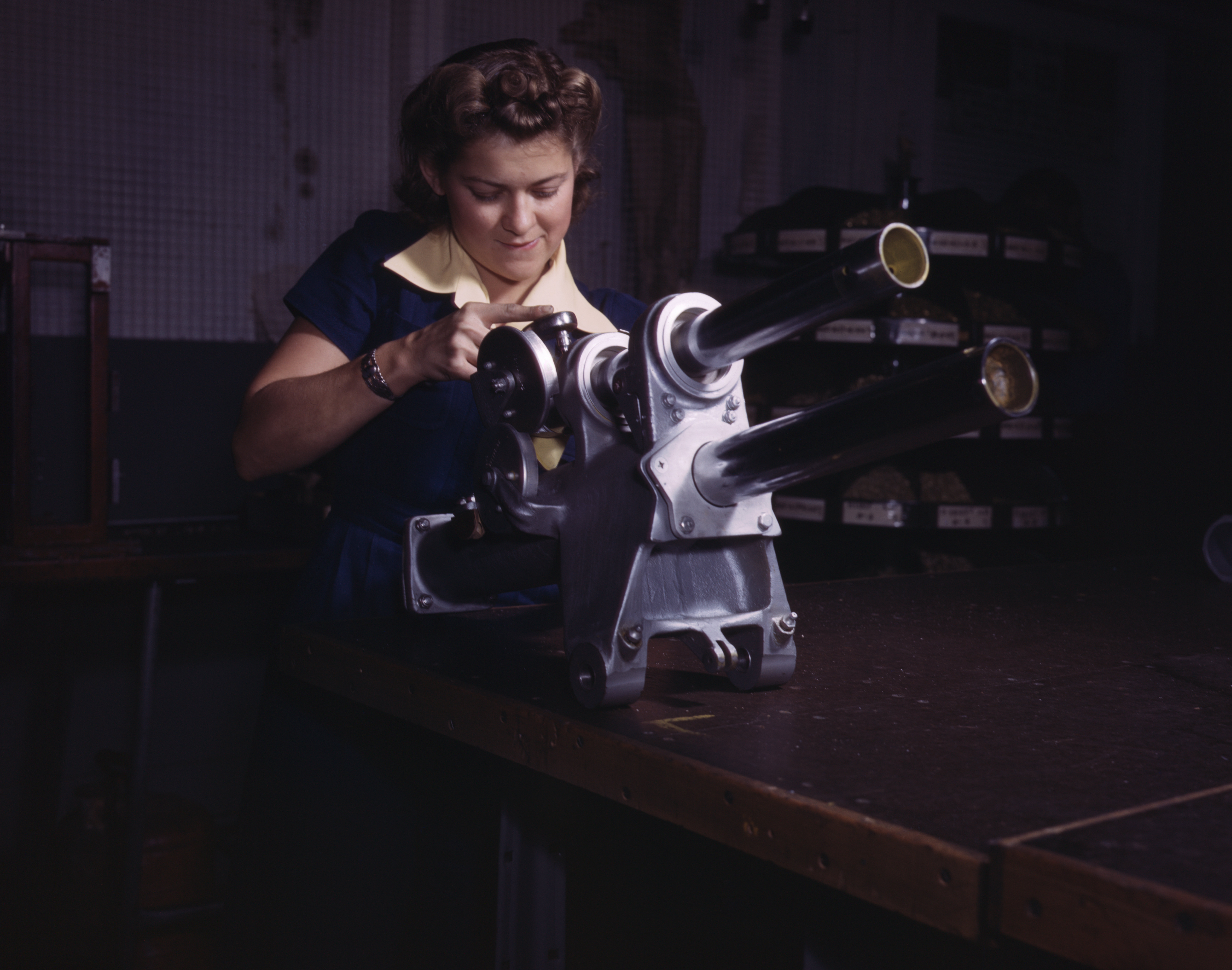
Travaux sur le train d'atterrissage d'un chasseur P-51 "Mustang" ; usine North American d'Inglewood, en octobre 1942.
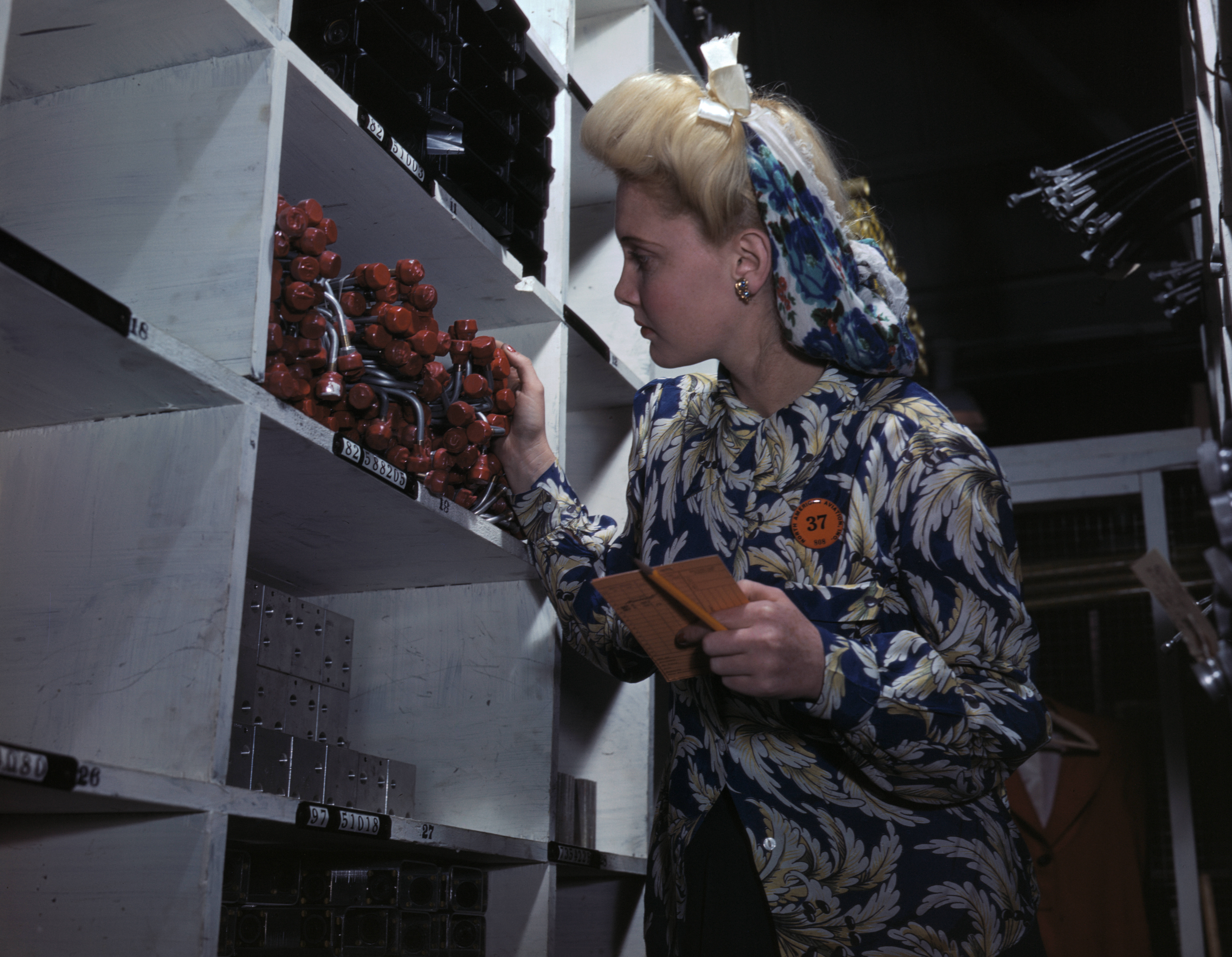
Employée vérifiant le nombre de pièces détachées et leur rangement dans la réserve de l'usine North American Aviation.
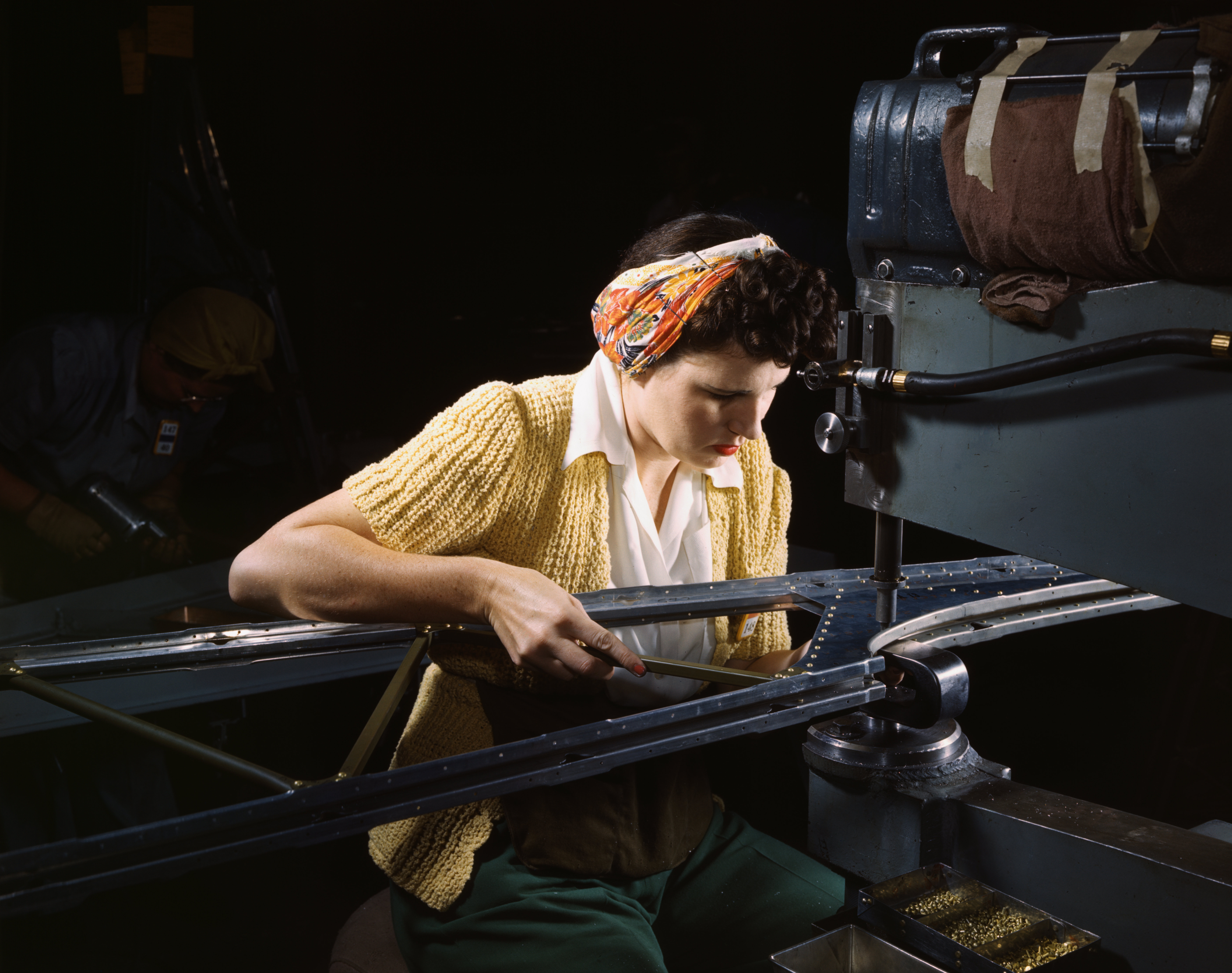
Opératrice d'une machine de rivetage pour une pièce d'aileron de bombardier B-17 "Flying Fortress" ; usine Douglas Aircraft Company de Long Beach, Californie, en octobre 1942.
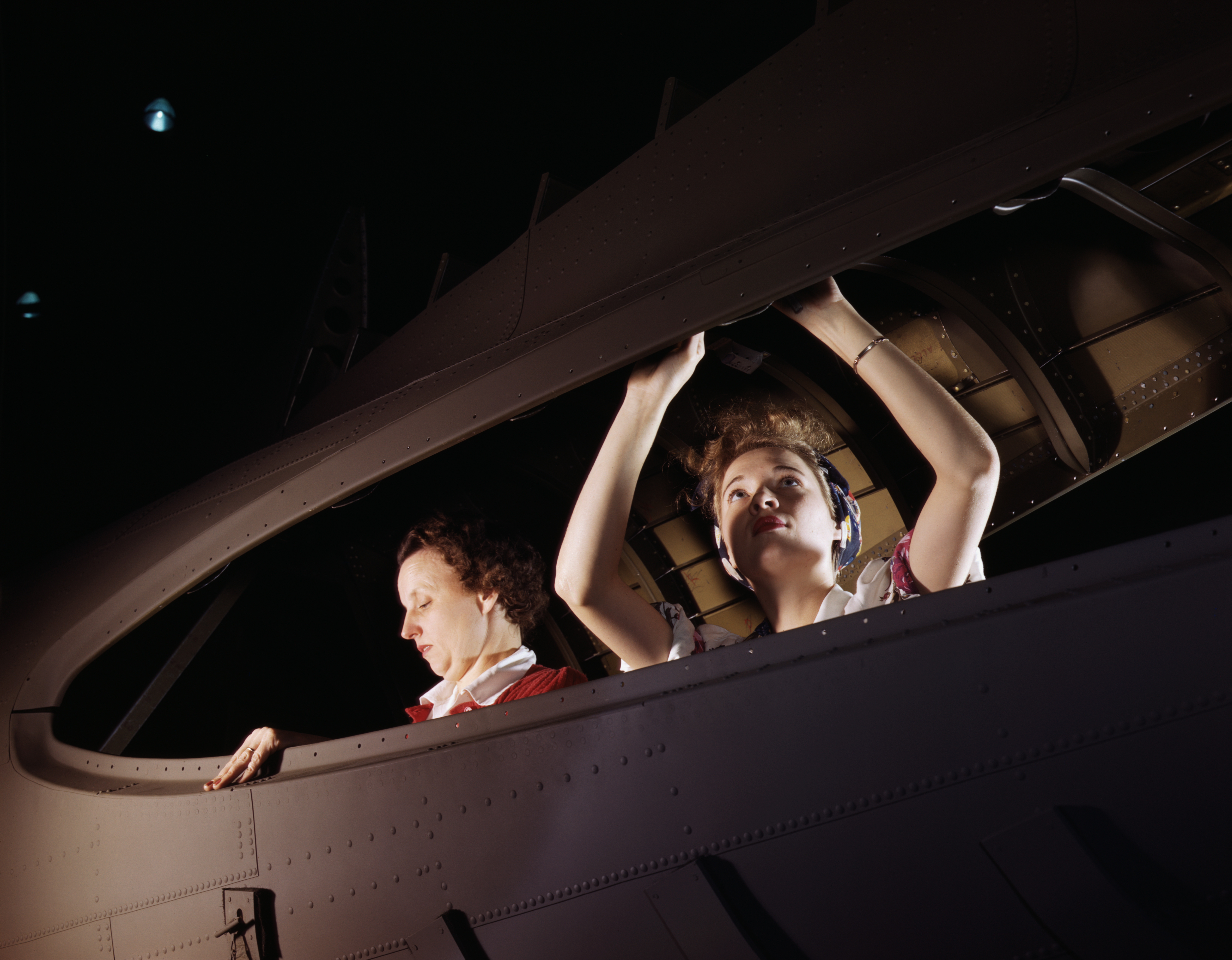
Une mère et sa fille à l'ouvrage à l'usine Douglas de Long Beach (Californie). Le B-17 version F, le bombardier d'assaut A-20 "Havoc" et l'avion cargo C-47 sortaient de cette usine.
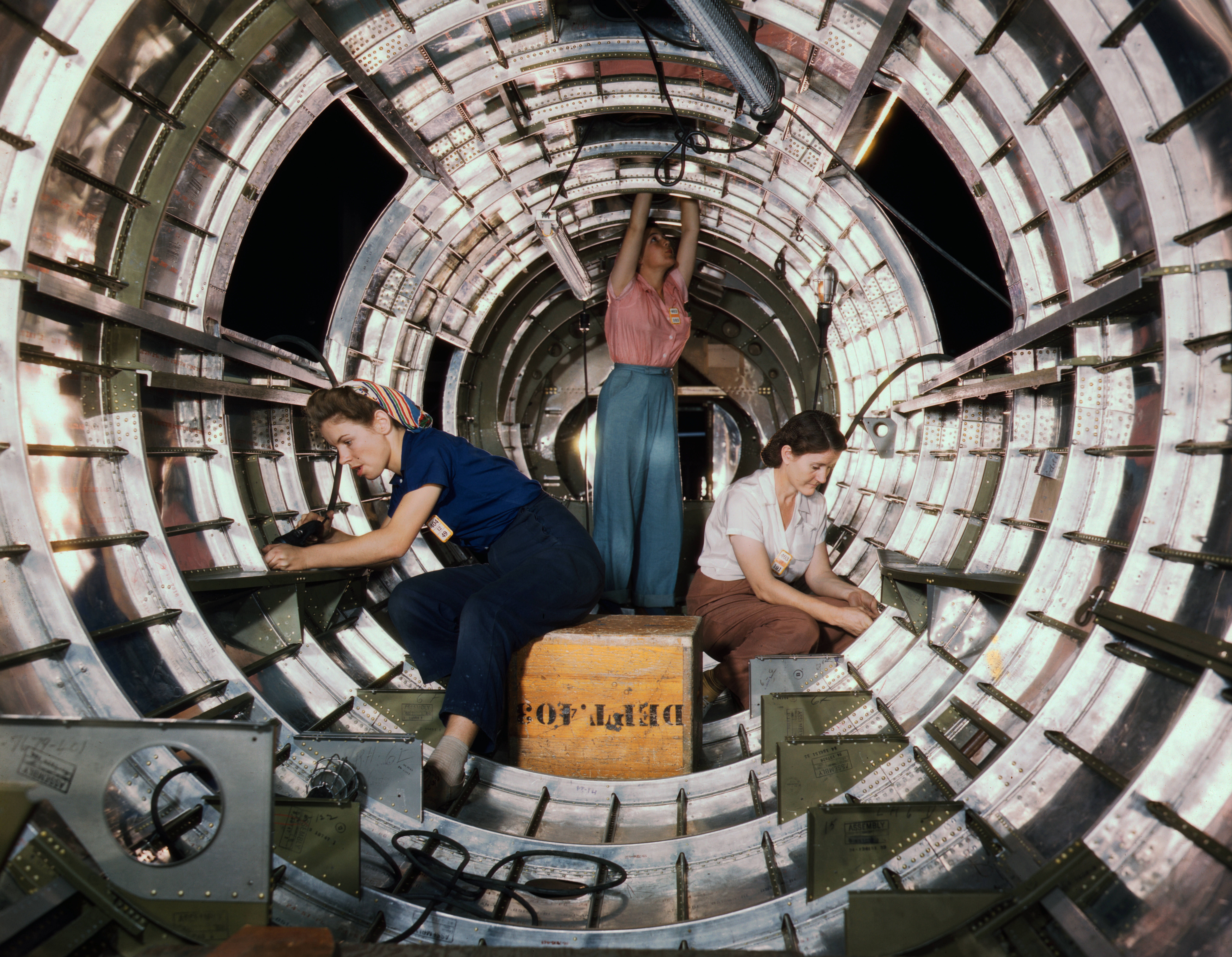
Assemblage intérieur du fuselage de queue d'un bombardier B-17F, Long Beach (en octobre 1942)
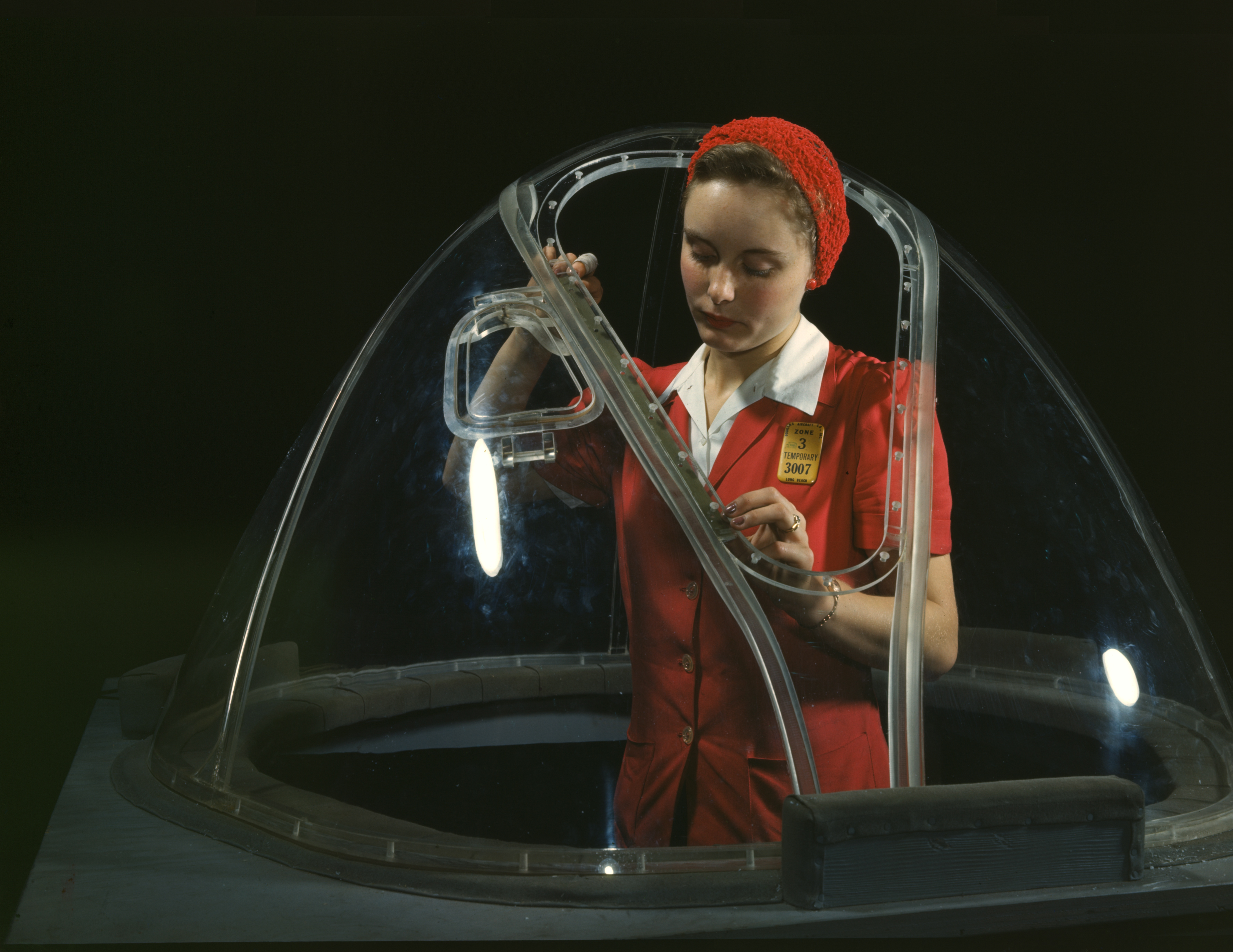
Finition de la verrière caractéristique du cockpit du bombardier B-17, usine de Long Beach, en octobre 1942.
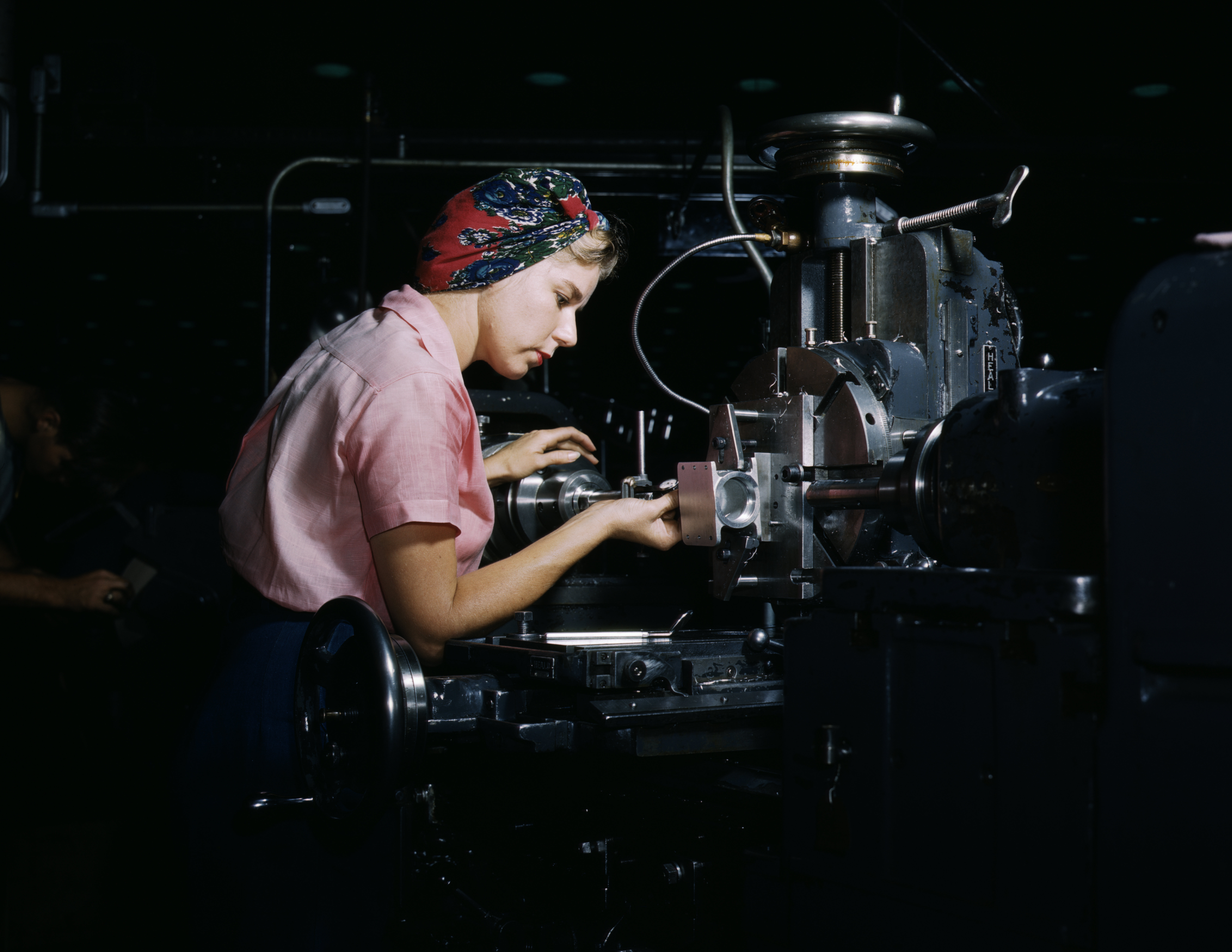
Après une période d'apprentissage, les femmes deviennent expertes en travail posté en fabrique (Douglas, Long Beach, en octobre 1942).
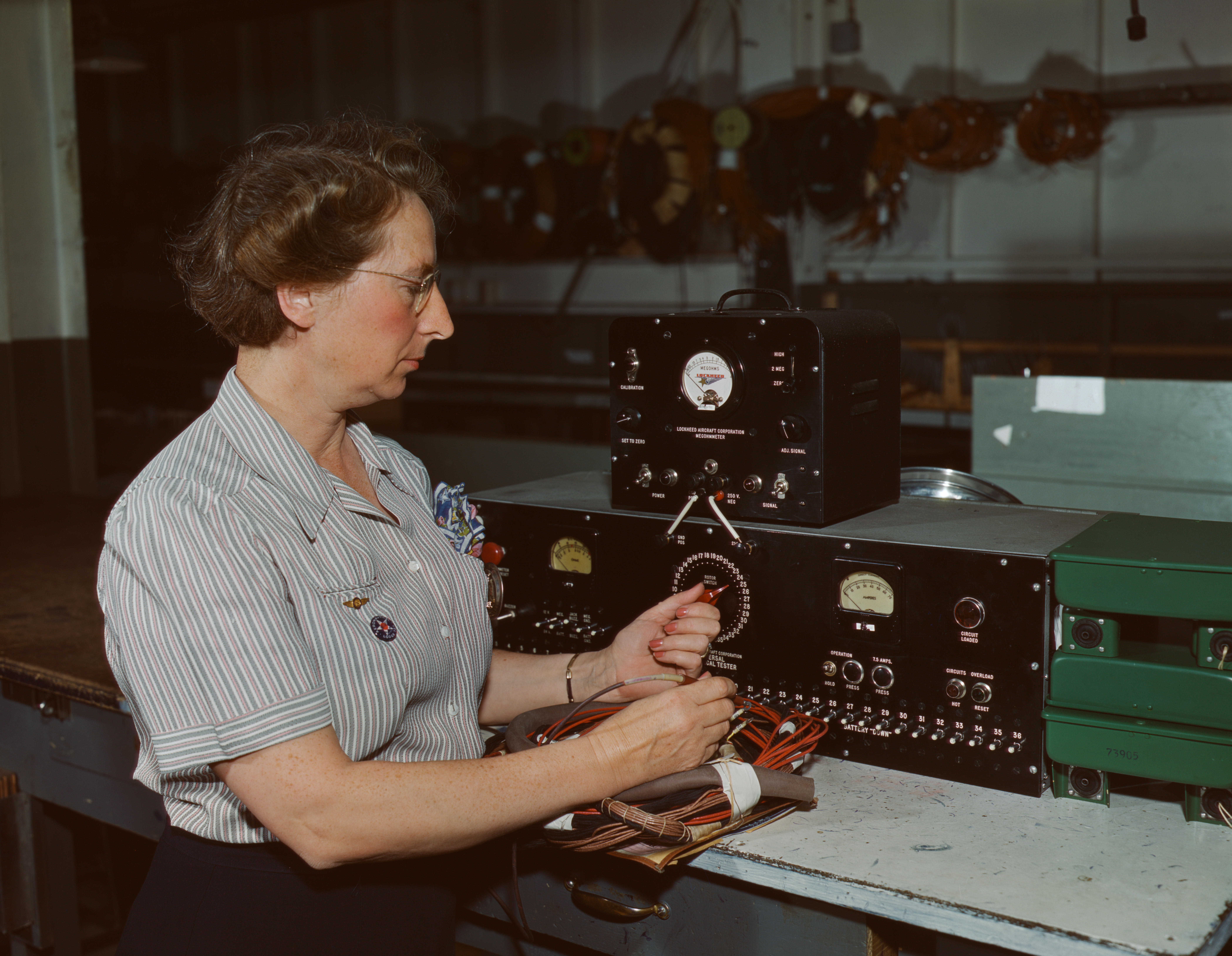
Mise en place du câblage électrique (Douglas, Long Beach, en octobre 1942)
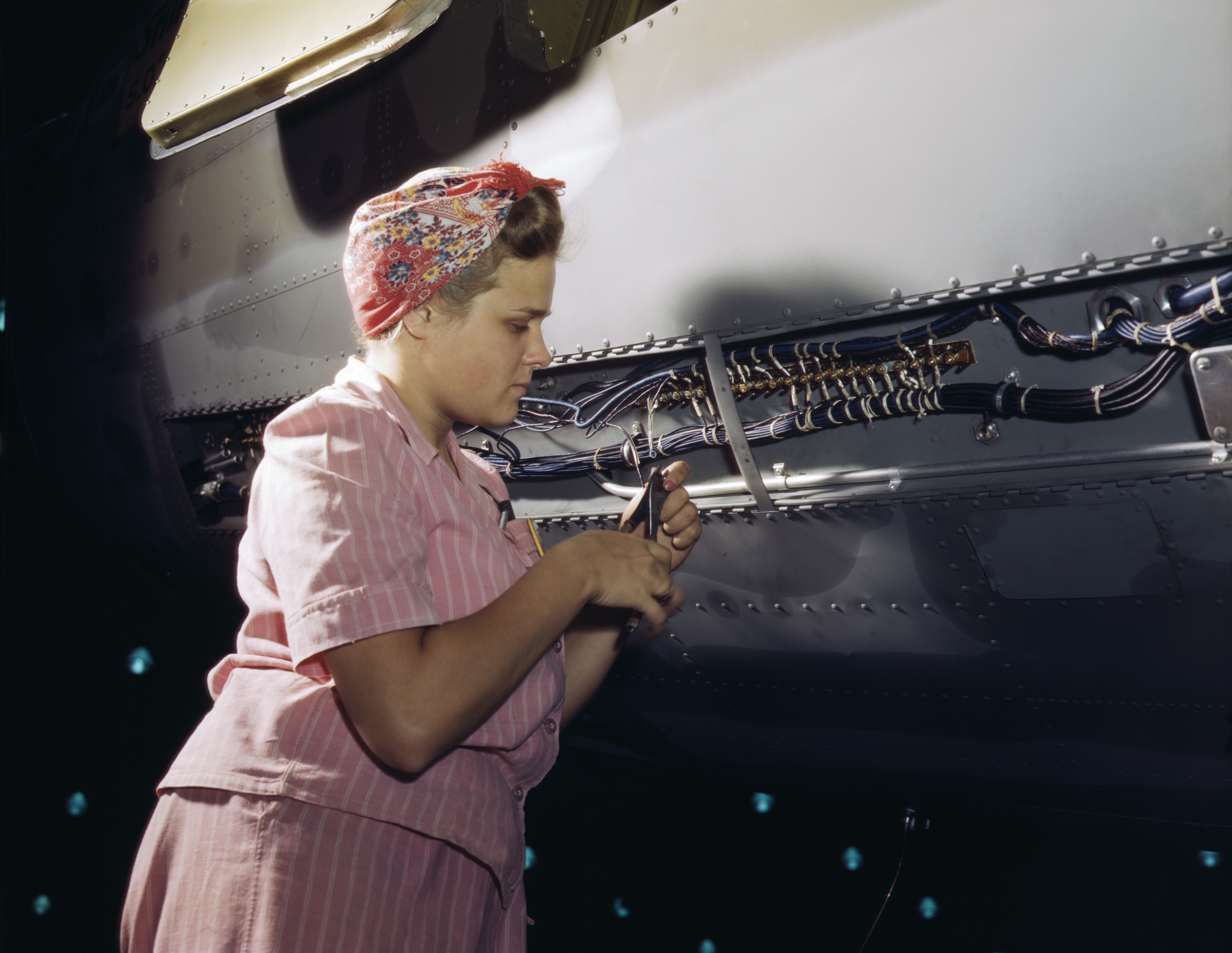
Connexion des câbles électriques formant les servitudes de bord (Douglas, Long Beach, en octobre 1942).
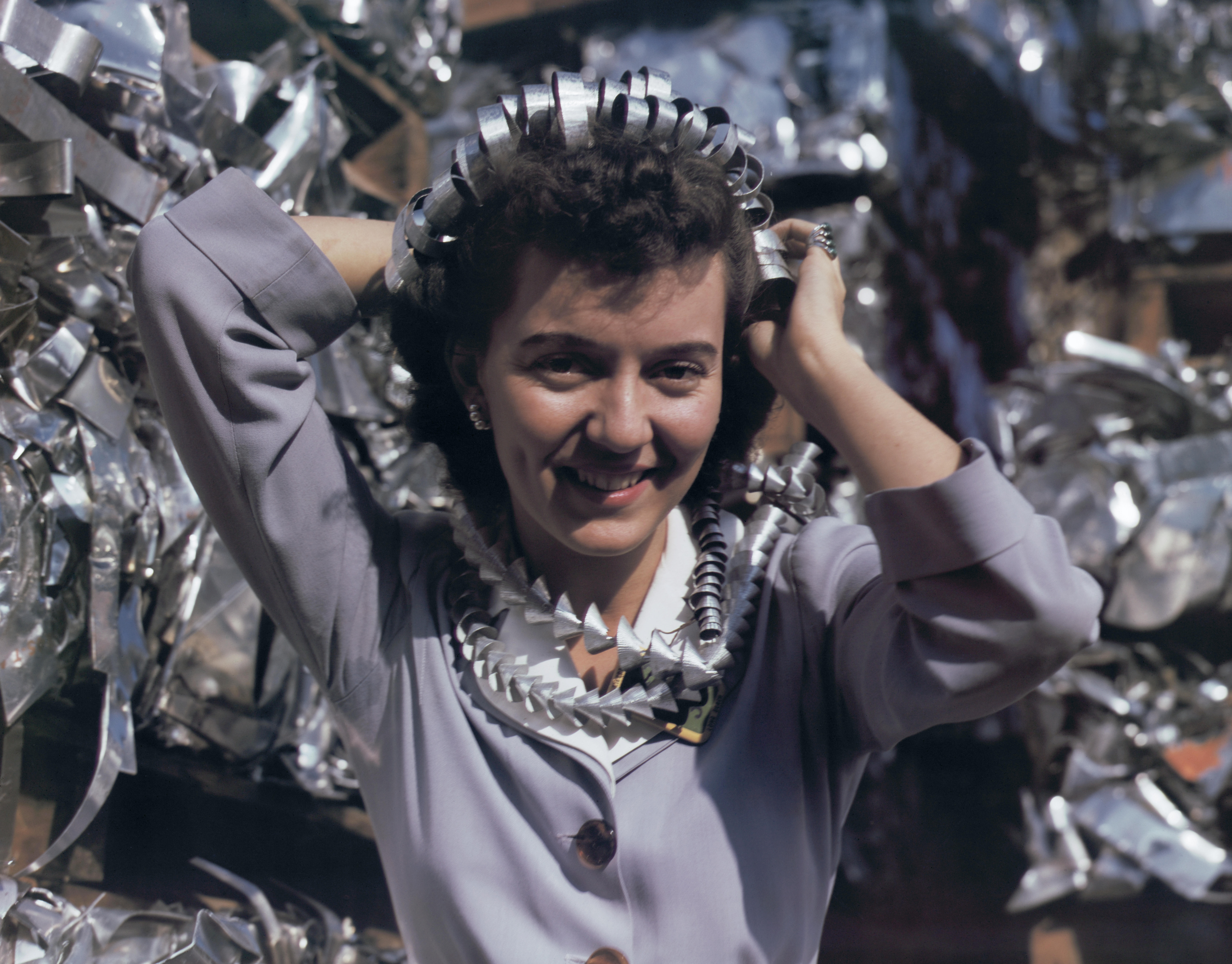
Métallurgie et être coquette ; usine Douglas de Long Beach, en octobre 1942
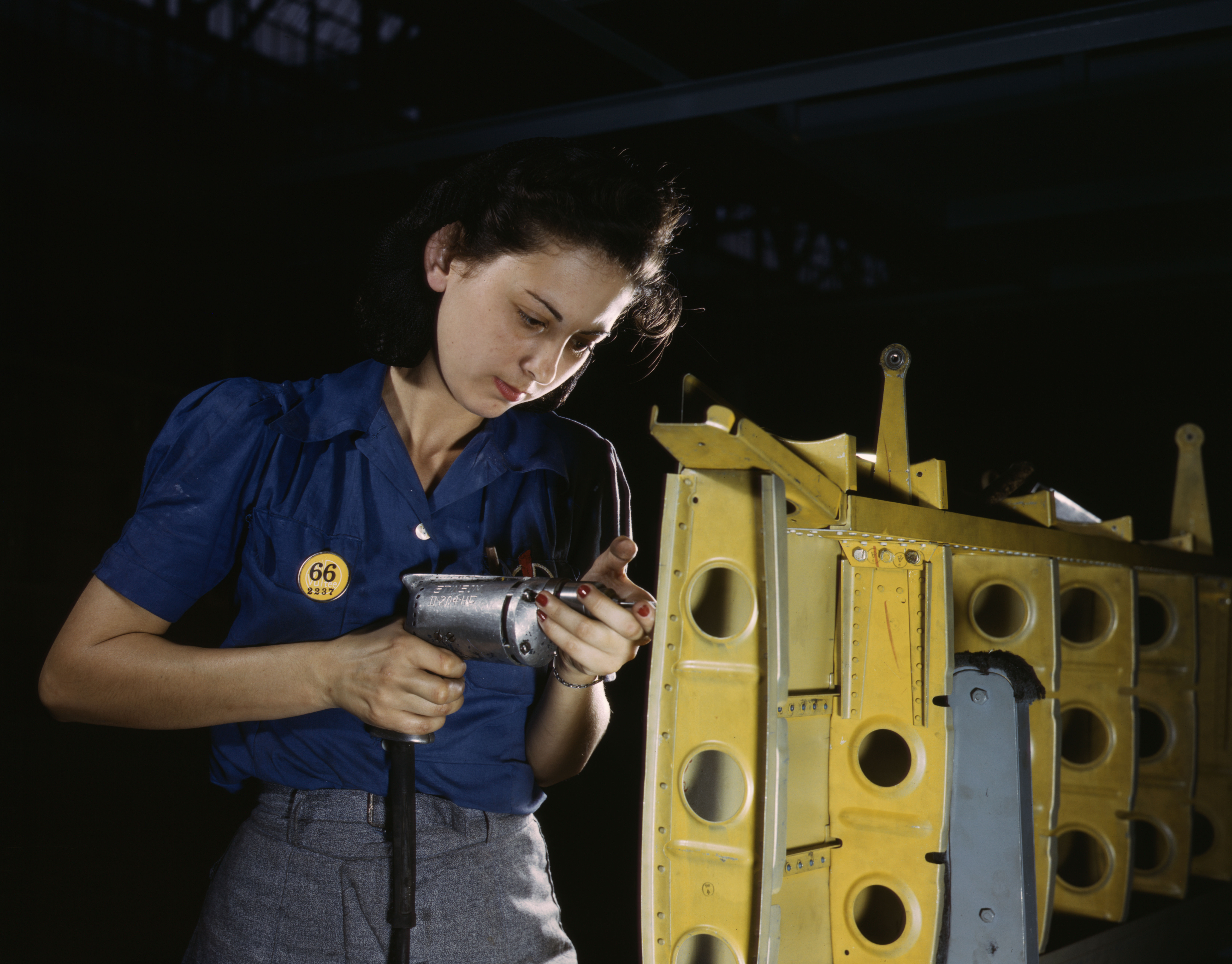
Perçage manuel d'un stabilisateur d'empennage horizontal pour le bombardier en piqué A-31 Vengeance ; usine Vultee Aircraft de Nashville - Tennessee, en février 1943.
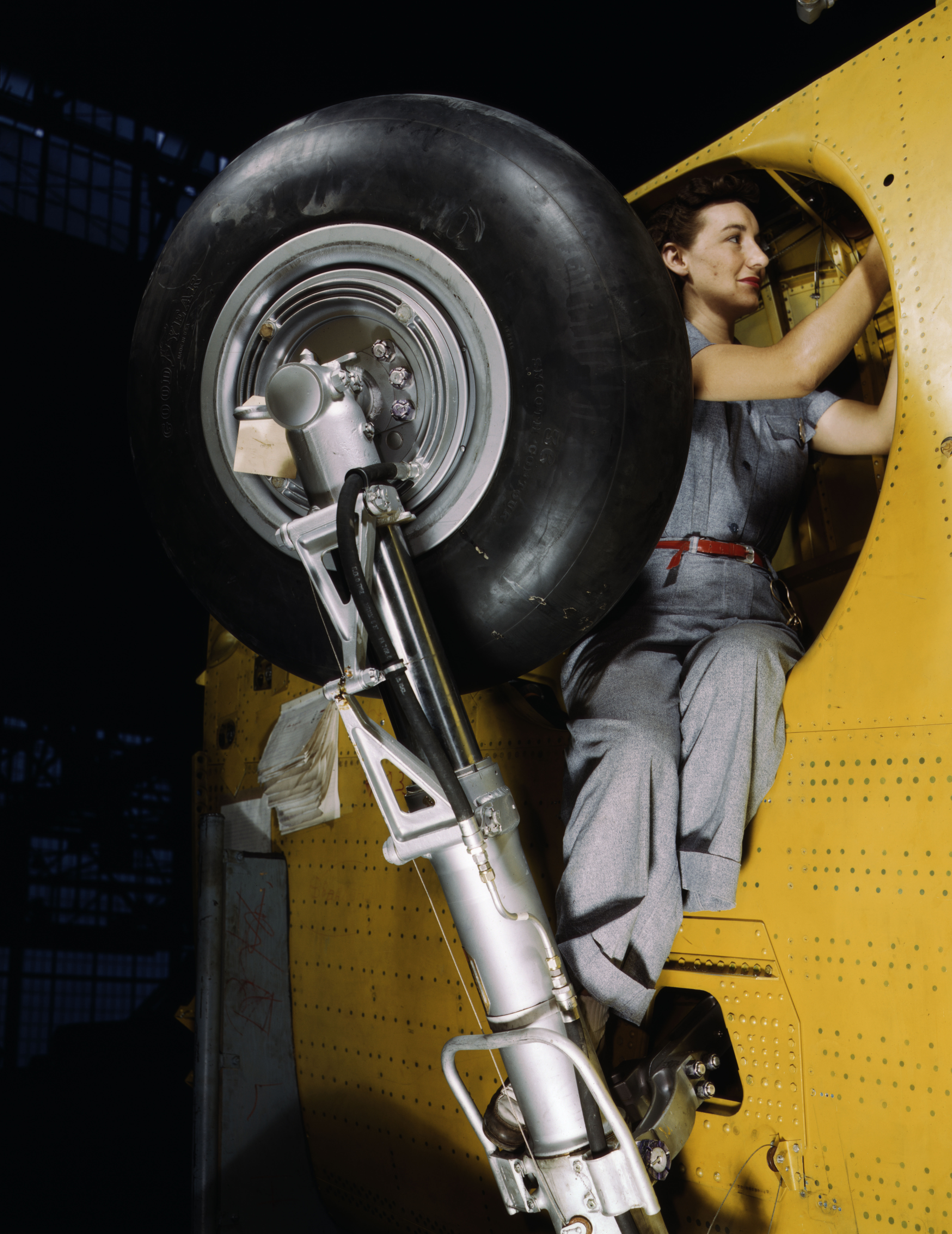
Derniers ajustements avant le logement du train d'atterrissage d'un A-31 ; usine Vultee Aircraft de Nashville - Tennesseen, en février 1943
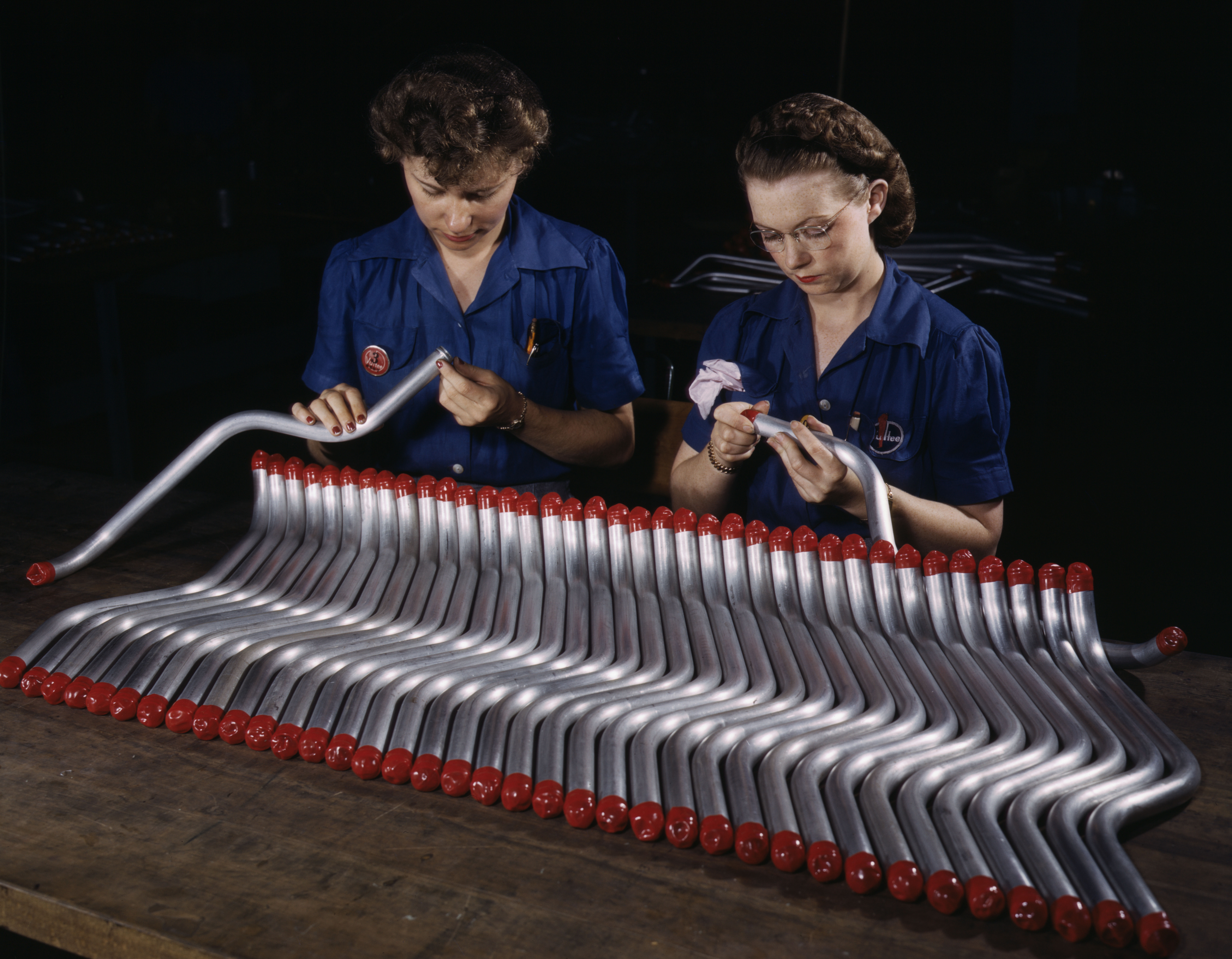
Pose d'embouts et contrôle technique de structures tubulaires entrant dans la composition d'un A-31 ; usine Vultee de Nashville, Tennessee, en février 1943.